# Longipedia brevispinosa
Longipedia brevispinosa is een eenoogkreeftjessoort uit de familie van de Longipediidae. De wetenschappelijke naam van de soort is voor het eerst geldig gepubliceerd in 1927 door Gurney.